# Kertosono (ort i Indonesien)
Kertosono är en ort i Indonesien.   Den ligger i provinsen Jawa Timur, i den västra delen av landet, 600 km öster om huvudstaden Jakarta. Kertosono ligger 43 meter över havet och antalet invånare är 60 782.
Terrängen runt Kertosono är mycket platt.Runt Kertosono är det tätbefolkat, med 849 invånare per kvadratkilometer. Närmaste större samhälle är Jombang, 15,2 km öster om Kertosono. Omgivningarna runt Kertosono är en mosaik av jordbruksmark och naturlig växtlighet.